# Notoxus renaudi
Notoxus renaudi es una especie de coleóptero de la familia Anthicidae.

## Distribución geográfica
Habita en Chad.